# 스콧 이스트우드
스콧 이스트우드(Scott Eastwood, 1986년 3월 21일 ~ )는 미국의 배우이다.

## 출연 작품
- 내 인생의 마지막 변화구 - 빌리 클라크 역
- 스노든 - 트레버 제임스 역
- 분노의 질주: 더 익스트림 - 꼬마 노바디(에릭 라이즈너) 역
- 오버드라이브 - 앤드류 포스터 역
- 퍼시픽 림: 업라이징 - 네이트 역
- 아웃포스트 - 클린트 로미샤 역
- 캐시트럭 - 잰 역
- 분노의 질주: 라이드 오어 다이 - 리틀 노바디 역